# Champion Sound
Albums par J Dilla
Ruff Draft
(2003) Donuts
(2006)
Albums par Madlib
Shades of Blue
(2003) Madvillainy (avec MF Doom comme Madvillain)
(2004)
Singles
1. The Red / The Official
Sortie : 16 juin 2003
2. McNasty Filth / Pillz
Sortie : 6 juin 2004

Champion Sound est un album studio du duo de producteur de hip-hop américain Jaylib, composé de J Dilla et Madlib, sorti le 7 octobre 2003. La moitié des morceaux sont produits par Madlib avec des apparitions vocales de J Dilla et l'autre moitié est constituée de morceaux produits par J Dilla avec des apparitions vocales de Madlib. Il s'agit du premier album de Madlib en duo avec un autre artiste. D'autres furent réalisés au cours des années 2000.

## Histoire
Jaylib a commencé en 2000 quand DJ J Rocc des Beat Junkies a donné un CD de pistes instrumentales inutilisées de J Dilla à Madlib. Madlib enregistra ensuite des couplets sur ces morceaux et les étiqueta « Jaylib », sans avoir l’intention de les publier cependant. Stones Throw a placé un de ces enregistrements comme B-side à un single de Madlib, sous le nom de Jaylib, qui a finalement été écouté par Dilla. Le duo a enregistré Champion Sound dans des villes distinctes, Madlib à Oxnard en Californie, et Dilla à Detroit au Michigan en s'envoyant des enregistrements de part et d’autre. Les deux ne se sont rencontrés qu’une seule fois avant ou pendant cette période, alors que Madlib enregistrait à Detroit pour l’album de J Dilla sur MCA Records ; un album - intitulé The Diary - qui n’a jamais été publié avant 2016. Champion Sound a quant à lui été publié en 2003 après beaucoup de retard en raison de fuites et de bootlegs et a reçu des critiques positives.
Après le déménagement de Dilla de Detroit à Los Angeles en 2004, ils sont apparus ensemble en tournée au printemps 2004 à Los Angeles, San Francisco, New York et Toronto. Madlib a lancé une chanson de Jaylib encore inédite dans une émission de radio de la BBC en mai 2005 intitulée Take It Back aka The Unofficial, produite par J Dilla avec des phases de Madlib. Le morceau apparut sur la compilation Chrome Children de Stones Throw et d'Adult Swim.

## Liste des titres
| No  | Titre                                  | Producteur(s)   | Durée |
| --- | -------------------------------------- | --------------- | ----- |
| 1.  | L.A. to Detroit                        | J Dilla, Madlib | 1:19  |
| 2.  | McNasty Filth (featuring Frank-N-Dank) | Madlib          | 2:55  |
| 3.  | Nowadayz                               | J Dilla         | 3:08  |
| 4.  | Champion Sound                         | Madlib          | 2:23  |
| 5.  | The Red                                | J Dilla         | 3:14  |
| 6.  | Heavy                                  | Madlib          | 3:46  |
| 7.  | Raw Shit (featuring Talib Kweli)       | J Dilla         | 3:08  |
| 8.  | The Official                           | Madlib          | 3:31  |
| 9.  | The Heist                              | J Dilla         | 3:05  |
| 10. | The Mission                            | Madlib          | 2:24  |
| 11. | React (featuring Quasimoto)            | J Dilla         | 2:45  |
| 12. | Strapped (featuring Guilty Simpson)    | Madlib          | 3:13  |
| 13. | Strip Club (featuring Quasimoto)       | J Dilla         | 2:50  |
| 14. | The Exclusive (featuring Percee P)     | J Dilla         | 1:23  |
| 15. | Survival Test                          | Madlib          | 3:55  |
| 16. | Starz                                  | J Dilla         | 3:03  |
| 17. | No Games                               | Madlib          | 1:47  |
| 18. | Raw Addict                             | J Dilla         | 3:02  |
| 19. | Ice                                    | Madlib          | 1:17  |
| 20. | Pillz                                  | J Dilla         | 3:05  |

| 1.  | L.A. to Detroit | Jaylib  |      |
| 2.  | McNasty Filth   | Madlib  |      |
| 3.  | Nowadayz        | J Dilla |      |
| 4.  | Champion Sound  | Madlib  |      |
| 5.  | The Red (Remix) | J Dilla | 3:22 |
| 6.  | Heavy           | Madlib  |      |
| 7.  | Raw Shit        | J Dilla |      |
| 8.  | The Official    | Madlib  |      |
| 9.  | The Heist       | J Dilla |      |
| 10. | The Mission     | Madlib  |      |
| 11. | React           | J Dilla |      |
| 12. | Strapped        | Madlib  |      |
| 13. | Strip Club      | J Dilla |      |
| 14. | The Exclusive   | J Dilla |      |
| 15. | Survival Test   | Madlib  |      |
| 16. | Starz           | J Dilla |      |
| 17. | No Games        | Madlib  |      |
| 18. | Raw Addict      | J Dilla |      |
| 19. | Pillz           | J Dilla |      |

| 1.  | Da Rawkus (Sir Bang Version)    | Jaylib  |  |
| 2.  | The Official (Rap Circle Mix)   | Madlib  |  |
| 3.  | Heavy (Chronic Mix)             | Madlib  |  |
| 4.  | Optimos for Dilla (Interlude)   | Jaylib  |  |
| 5.  | Survival Test (Rasta Dub Remix) | Madlib  |  |
| 6.  | Champion Sound (Remix)          | Madlib  |  |
| 7.  | The Mission (Stringed Out Mix)  | Madlib  |  |
| 8.  | One for Dilla (Interlude)       | Jaylib  |  |
| 9.  | Strapped (Four-4 Mix)           | Madlib  |  |
| 10. | McNasty Filth (Instrumental)    | Madlib  |  |
| 11. | Nowadayz (Instrumental)         | J Dilla |  |
| 12. | Champion Sound (Instrumental)   | Madlib  |  |
| 13. | The Red (Instrumental)          | J Dilla |  |
| 14. | Heavy (Instrumental)            | Madlib  |  |
| 15. | Raw Shit (Instrumental)         | J Dilla |  |
| 16. | The Official (Instrumental)     | Madlib  |  |
| 17. | The Heist (Instrumental)        | J Dilla |  |
| 18. | The Mission (Instrumental)      | Madlib  |  |
| 19. | React (Instrumental)            | J Dilla |  |
| 20. | Strapped (Instrumental)         | Madlib  |  |
| 21. | Strip Club (Instrumental)       | J Dilla |  |
| 22. | The Exclusive (Instrumental)    | J Dilla |  |
| 23. | Survival Test (Instrumental)    | Madlib  |  |
| 24. | Starz (Instrumental)            | J Dilla |  |